# 내법좌평
내법좌평(內法佐平)은 백제의 관직이다.
여섯 좌평 중의 하나로 1품의 관직이다. 예의와 예식 및 외교 관계의 일을 관장했으며, 자색의 관복과 은화로 장식된 관을 착용했다. 《삼국사기》 260년에 좌평직이 설치되었다고 기록하고 있으나, 실제로는 사비성으로의 천도 이후 설치된 것으로 추정된다.

## 같이 보기
- 상좌평
  - 병관좌평
  - 내두좌평
  - 내법좌평
  - 내신좌평
  - 위사좌평
  - 조정좌평